# Cilleros de la Bastida
Cilleros de la Bastida est une commune de la province de Salamanque dans la communauté autonome de Castille-et-León en Espagne.

## Géographie

### Communes limitrophes
|                       | La Bastida             |                                 |
| Cereceda de la Sierra | Cilleros de la Bastida | Valero                          |
| Nava de Francia       | San Miguel del Robledo | Garcibuey, Villanueva del Conde |

## Démographie
Évolution démographique depuis 1900
| 1900 | 1910 | 1920 | 1930 | 1940 | 1950 | 1960 | 1970 | 1981 | 1991 | 2000 | 2014 | 2017 | 2019 |
| ---- | ---- | ---- | ---- | ---- | ---- | ---- | ---- | ---- | ---- | ---- | ---- | ---- | ---- |
| 193  | 194  | 202  | 198  | 194  | 200  | 166  | 102  | 76   | 67   | 41   | 27   | 28   | 26   |